# Tomás Balcázar
Tomás Balcázar, teljes nevén Tomás Balcázar González (1931. december 21. – 2020. április 26.) mexikói válogatott labdarúgócsatár. Veje, Chicharo Hernández és unokája, Chicharito Hernández szintén labdarúgók.

## Pályafutása
Játékoskarrierje teljes egészét a Guadalajarában töltötte, amellyel 1957-ben bajnok és szuperkupa-győztes lett. Bár csak egy győzelem jutott neki, a „campeonísimo”-generáció egyik előfutárának tekinthető, ugyanis a Chivas 1957-től kezdve nyolc éven belül hét bajnoki címet szerzett.
A válogatottban 1953-ban mutatkozott be, majd egy évvel később részt vett az1954-es világbajnokságon. A nemzeti csapatban tizenegy meccsen hat gólja van. A vb-n 22 évesen betalált a francia csapat ellen, majd 2010-ben unokája, Chicharito Hernández szintén 22 évesen, szintén Franciaország kapuját vette be.